# Episodi de I giustizieri della notte (seconda stagione)
La seconda stagione della serie televisiva I giustizieri della notte è stata trasmessa in anteprima negli Stati Uniti d'America dalla CBS tra il 17 aprile 1992 e il 26 febbraio 1993.
| nº | Titolo originale                       | Titolo italiano | Prima TV USA      | Prima TV Italia |
| -- | -------------------------------------- | --------------- | ----------------- | --------------- |
| 1  | Bump in the Night                      |                 | 17 aprile 1992    |                 |
| 2  | Anniversary                            |                 | 24 aprile 1992    |                 |
| 3  | Prime Cuts                             |                 | 1º maggio 1992    |                 |
| 4  | Lead Rain                              |                 | 8 maggio 1992     |                 |
| 5  | Lush Life                              |                 | 15 maggio 1992    |                 |
| 6  | The Specialist                         |                 | 29 maggio 1992    |                 |
| 7  | Needy Things                           |                 | 5 giugno 1992     |                 |
| 8  | Snitch                                 |                 | 12 giugno 1992    |                 |
| 9  | Instant Replay                         |                 | 25 settembre 1992 |                 |
| 10 | The Highest Court                      |                 | 2 ottobre 1992    |                 |
| 11 | Deadline                               |                 | 9 ottobre 1992    |                 |
| 12 | A Better Mousetrap                     |                 | 16 ottobre 1992   |                 |
| 13 | Happy Mothers Day                      |                 | 23 ottobre 1992   |                 |
| 14 | Black Heart                            |                 | 30 ottobre 1992   |                 |
| 15 | Jail Bait                              |                 | 6 novembre 1992   |                 |
| 16 | Venus Flytrap                          |                 | 13 novembre 1992  |                 |
| 17 | Teenage Pajama Party Massacre, Part 1V |                 | 20 novembre 1992  |                 |
| 18 | Shrink                                 |                 | 27 novembre 1992  |                 |
| 19 | The Merchant                           |                 | 5 febbraio 1993   |                 |
| 20 | Blast from the Past                    |                 | 12 febbraio 1993  |                 |
| 21 | Cold Reading                           |                 | 19 febbraio 1993  |                 |
| 22 | Suitable for Framing                   |                 | 26 febbraio 1993  |                 |